# Alfred Schuler
Alfred Schuler (Maguncia, 22 de noviembre de 1865 - Múnich, 8 de abril de 1923) fue un adivino, fundador de una religión, gnóstico, mistagogo y místico alemán. Él se veía a sí mismo como un romano altoimperial renacido. Las creencias de Schuler se pueden caracterizar como un neopaganismo con rasgos gnósticos, que era el centro de los «Cósmicos» de Múnich y fuente de ideas para Stefan George y Ludwig Klages. Sin haber publicado un libro en vida, consiguió una gran influencia.

## Vida
Alfred Schuler nació en 1865 en Maguncia. Schuler hacía responsable de su reencarnación en una época tan desagradable a un demonio maligno.
En Múnich comenzó a estudiar Derecho y Arqueología. Este último lo interrumpió poco después, para considerar a los arqueólogos como «salteadores de tumbas que arrancan del suelo lo que ha sido enterrado con santidad, que irradia sobre la vida con más fuerza desde la oscuridad que desde el aire irrespirable de los museos.»
Tras su estudio, Schuler vivió en Múnich como profesor particular, ciudad que sólo abandonaría para realizar viajes cortos.
Schuler también fue un activista del primer movimiento homosexual, participando en 1902 en la fundación de la rama muniquesa del Comité Científico Humanitario, dando además alguna conferencia sobre la pederastia en la Roma imperial.

## BlutleuchteyKosmischer Kreis

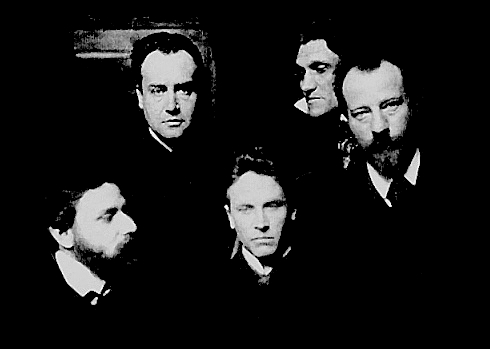
Los «Cósmicos». De izq. a dcha.: Karl Wolfskehl, Alfred Schuler, Ludwig Klages, Stefan George y Albert Verwey.

Hacia finales del siglo XIX se formó en el barrio de Schwabing, en Múnich, una especie de centro de arte que incluía diferentes corrientes antiburguesas y, en parte, ocultistas, a las que también pertenecía el culto mistérico secreto Blutleuchte («Luminaria de sangre»). Este círculo de personas en torno a Karl Wolfskehl, Alfred Schuler y Ludwig Klages desarrolló una teoría que veía el surgimiento de Occidente como una época que estaba caracterizada desde el principio por la ruina y la decadencia. El catolicismo, y la racionalización y desmitologización que lo acompañaban, era visto como la fuerza que impulsaba la traición a las fuerzas elementales de la vida. Una salida a esta época sin consuelo, desde un punto de vista cósmico, sólo podía encontrarse volviendo a los orígenes paganos. Su definición no era tan unitaria dentro del círculo como podía parecer desde fuera.
Como líderes de este círculo deben nombrarse en primera línea a Alfred Schuler y su amigo Ludwig Klages, que conoció en 1893. La Blutleuchte fue fundada por Schuler con Klages y unos pocos llamados iniciados, como Ludwig Derleth y el poeta Karl Wolfskehl, a través del que surgió el contacto con el círculo en torno a Stefan George.
Como ya muestra el nombre Blutleuchte («Luminaria de sangre»), los términos «sangre» y «luz» tenían una importancia capital. Con el continuo hundimiento de la «sangre», entendida como «raza», el elixir vital sagrado y principio metafísica del alma, también se hundía más y más la vida «auténtica». Esta «sangre» debía ser elevada de nuevo a la radiante fuerza de la luz (Leuchtkraft) original, como se veía en los milenios paganos anteriores y en parte todavía en la Antigüedad. Bajo el signo de la Blutleuchte y de la esvástica que lo simbolizaba, se debía recuperar la salvación.
De los pocos en los que la sangre incorrupta todavía tenía influencia, entre los que se contaban a sí mismos, se esperaban el retorno deseado. Estas pocas personas, la «reencarnación de chispas no extinguidas del lejano pasado» (L. Klages), debían representar las energías básicas del «retorno cósmico de los mundos» (kosmischen Weltenwende). Las prácticas del culto de la Blutleuchte eran una especie de simbiosis de paganismo y casta de señores para la palingenesia de la humanidad perdida.

## Influencia
La influencia del Kosmischer Kreis («Círculo cósmico») en el círculo en torno a Stefan George y en George mismo se puede comprobar entre otros en la adopción de la esvástica en las publicaciones realizadas por los literatos, como las Blätter für die Kunst («Hojas para el arte»). En su escrito Der siebente Ring («El séptimo anillo») y obras posteriores, también se puede rastrear la influencia «cósmica». A pesar de que esta influencia también se puede rastrear más tarde, se llegó a una ruptura, por lo que el «Círculo cósmico» no dejó de ser una aparición temporal.
Desde finales del siglo XIX, Schuler mantuvo contactos con ocultistas como Henri Papus y más tarde participó en las sesiones espiritistas de Albert von Schrenck-Notzing.
Schuler fue muy activo dando conferencias y charlas sobre los antiguos misterios paganos. Entre 1915 y 1923 realizó en diversas ocasiones en el salón de Elsa Bruckmann sobre «el ser de la Ciudad Eterna» , entre cuyos asistente se encontraba también Rilke.

## Estudios sobre Schuler
Los estudios sobre Schuler se han centrado en la cuestión de su influencia en el pensamiento nazi. El debate se basaba, aparte de antisemitismo y el uso de la esvástica por parte de Schuler, sobre todo en la tesis defendida durante un tiempo por Robert Boehringer que afirmaba que el joven Hitler habría conocido a Schuler en el salón de Bruckmann.
En los últimos años se ha estudiado sobre todo su influencia en la literatura. Así, se ha comenzado a considerar a Schuler como poeta y pionero de una modernidad experimental por sí mismo.

## Comentarios contemporáneos sobre Schuler

### Stefan George
A.S.

So war sie wirklich diese runde? Da die fackeln

Die bleichen angesichter hellten, dämpfe stiegen

Aus schalen um den götterknaben und mit deinen worten

In wahneswelten grellgerötet uns erhoben?

Dass wir der sinne kaum mehr mächtig, wie vergiftet

Nach schlimmem prunkmahl taglang uns nicht fassten,

Stets um die stirn noch rosen brennen fühlten, leidend

Für neugierblicke in die pracht verhängter himmel.
A.S.

¿Realmente era así ese círculo? ¿Allí las antorchas

Que iluminaban las pálidas caras, vapores subían

De cuencos que rodeaban a los muchachos divinos y con tus palabras

Nos has elevado a mundos de locura rojo chillón?

Que nosotros, casi ya no señores de nuestros sentidos, como envenenados

Tras un horrible banquete no nos serenamos durante días,

Continuamente aun sentíamos quemar rosas en nuestra sien, sufriendo

Por miradas de curiosidad en la magnificencia de cielos cubiertos.
Stefan George

### Rainer M. Rilke
Stellen Sie sich vor, daß ein Mensch, von einer intuitiven Einsicht ins alte kaiserliche Rom her, eine Welterklärung zu geben unternahm, welche die Toten als die eigentlich Seienden, das Toten-Reich als ein einziges unerhörtes Dasein, unsere kleine Lebensfrist aber als eine Art Ausnahme davon darstellte: dies alles gestützt durch eine unermeßliche Belesenheit von einem solchen Gefälle innerer Überzeugung und Erlebung, daß der Sinn unvordenklicher Mythen, gelöst, in dieses Redebett herbeizustürzen schien, den Sinn und Eigensinn des seltsamen Sonderlings auf seiner großen Strömung tragend.
Imagínese que una persona, desde una intuición sobre la Roma imperial, realizó una explicación del mundo, que describe a los muertos como los que realmente son, el reino de los muertos como una única existencia inaudita, nuestra pequeña vida limitada pero como una excepción de ello: todo esto apoyado por una inconmensurable erudición, por un tal gradiente de convicción y experiencia interna, que el sentido de mitos inmemoriales, desvinculados, parecían caer en esa cama de palabras, que soporta en su corriente el sentido y la tenacidad del extraño personaje.
Rainer Maria Rilke

### Ludwig Klages
… der weitaus Wissendste um die Geheimnisse des Altertums …
... el que con diferencia más sabe sobre los secretos de la antigüedad...
Ludwig Klages

### Karl Wolfskehl
Schulers Gestalt besteht in ihrer ganzen mythischen Wirklichkeit fort, in ihrer Fülle, ihrer Größe.
La talla de Schuler se perpetúa en su en toda su verdad mística, en su plenitud, en su grandeza.
Karl Wolfskehl

## Obra
- Dichtungen. Múnich 1930.
- Fragmente und Vorträge aus dem Nachlass. Mit Einführung von Ludwig Klages. Leipzig 1940.
- Gesammelte Werke. Editado, comentado y prefacio de Baal Müller. Telesma, Múnich 2007. ISBN 3-9810057-4-0